# Gonna Get Along Without You Now
Gonna Get Along Without You Now, initialement titrée Gonna Get Along Without Ya Now, est une chanson de 1952 écrite par Milton Kellem, inspirée de I'm Gonna Get Along Without You écrite par Roy Hogsed (en) et Rex May en 1951.    
Teresa Brewer enregistre une première version en 1952 et obtient la 25e position au Billboard Hot 100.   
Plusieurs autres versions entreront dans les classements nationaux : la plus populaire aux États-Unis est celle de Patience and Prudence (en) (11e au Billboard Hot 100) alors qu'à l'international, c'est la version disco de Viola Wills qui remporte le plus de succès.  

## Origine
En 1951, Roy Hogsed interprète I'm Gonna Get Along Without You, titre qu'il a co-écrit avec Rex May.
Enregistré le 19 juin 1951,  le titre est présent en tant que face B de The Snake Dance Boogie (Capitol 1854). De style folk/country, cette version initiale sort à la fois en 78 et 45 tours.
La chanson raconte l'histoire d'un homme accusant sa femme d'aller voir ailleurs et de ne pas lui rembourser ses dettes, l'homme faisant maintenant le choix de quitter sa compagne.

## Version de Theresa Brewer
Le 10 janvier 1952, Theresa Brewer enregistre une nouvelle version sous le titre Gonna Get Along Without Ya Now.
Les paroles sont intégralement réécrites par Milton Kellem, seule à figurer dans les crédits de la chanson.  
Elle conserve le thème initial de Roy Hogsed (une dispute de couple) mais en adoptant le point de vue féminin : c'est maintenant la femme qui souhaite quitter son homme volage. Cette version est interprétée dans un style swing accompagnée d'un big band sous la direction de Ray Bloch (en). 
Le titre est intégré sur l'album Till I Waltz Again with You (Coral 56093) et sera réenregistré en 1964 pour son album Golden Hits of 1964 (PHS 600-147). 

### Classement
Publiée chez Coral Records (en) le 5 avril 1952 sous la référence 60676, la chanson entre au Billboard Hot 100 le 31 mai.
| Classement (1952)              | Meilleure position |
| ------------------------------ | ------------------ |
| États-Unis (Billboard Hot 100) | 25                 |

## Version(s) de Viola Wills
Viola Wills enregistre une première version disco en 1979. Produite par Jerry McCabe, elle sort le 17 août 1979 chez Hansa Records. L'année suivante, le titre apparait en première piste de la face B sur les versions européennes de son second album If You Could Read My Mind (Hansa 203 183) au contraire des éditions américaines (OL 1507).  
Il s'agit du plus gros succès commercial de la carrière de la chanteuse américaine, la propulsant aux devants de la scène : elle participe à différentes émissions telles que Top of the Pops ou Later... with Jools Holland.  
Des versions remixées sortiront en 1984, 1989 et 1997. 

### Version 1979
| 45 tours (Hansa 101 066) 1. Gonna Get Along Without You Now - 3:15 2. Your Love - 2:57 | Maxi (Hansa 600 142-213) 1. Gonna Get Along Without You Now – 5:20 2. Your Love – 2:53 |

| Classement (1979-80)                                     | Meilleure position |
| -------------------------------------------------------- | ------------------ |
| Royaume-Uni (UK Official Charts)                         | 8                  |
| États-Unis (Hot Dance)                                   | 52                 |
| Belgique (Ultratop 50 Singles (Belgique néerlandophone)) | 2                  |
| Pays-Bas                                                 | 7                  |
| Nouvelle-Zélande                                         | 3                  |
| Australie                                                | 37                 |

| Classement Annuel (1980) | Meilleure position |
| ------------------------ | ------------------ |
| Nouvelle-Zélande         | 30                 |

### Version 1984
| 45 tours (ARS 1620) 1. Gonna Get Along Without You Now (Dance Remix) - 3:15 2. Your Love - 2:57 | Maxi (ARS 3620) 1. Gonna Get Along Without You Now (Dance Remix) – 5:50 2. Gonna Get Along Without You Now (Dance Remix) (Instrumental) – 5:00 |

| Classement (1984) | Meilleure position |
| ----------------- | ------------------ |
| France            | 38                 |

### Version 1989
| 45 tours (Music Man – MMPS 1003) 1. Gonna Get Along Without You Now (Radio Mix) - 4:42 2. Gonna Get Along Without You Now (House Version) - 6:05 | Maxi (MMPT-12006) 1. Gonna Get Along Without You Now - 6:56 2. Gonna Get Along Without You Now (89 Garage Mix) - 7:44 3. Gonna Get Along Without You Now (Radio Edit) - 4:44 |

| Classement (1989) | Meilleure position |
| ----------------- | ------------------ |
| Royaume-Uni       | 96                 |

### Version 1997
| Maxi CD Single (RWAVECDS502) 1. Get Along Without You Now (Handbaggers Remix) (Radio Edit) - 3:50 2. Get Along Without You Now (Secondhandbaggers Remix) (Radio Edit) - 4:05 3. Get Along Without You Now (Handbaggers) (Extended Mix) - 6:05 4. Get Along Without You Now (Sound Of Mind Club Mix) - 4:29 5. Get Along Without You Now (Hi-NRG Dance Mix) (Sound Of Mind) - 4:52 6. Get Along Without You Now (Andy G's Mellow Groove) - 5:23 7. Get Along Without You Now (Doctor Dub Mix) - 5:41 | Maxi Vinyl (RWAVET 502) 1. Get Along Without You Now (Handbaggers Remix - Extended Mix) – 6:05 2. Get Along Without You Now (Sound Of Mind Club Mix) – 4:29 3. Get Along Without You Now (Hi-NRG Dance Mix - Sound Of Mind) - 4:52 4. Get Along Without You Now (Doctor Dub Mix) - 5:41 5. Get Along Without You Now (Handbaggers Remix - Radio Edit) - 3:50 |

| Classement (1997) | Meilleure position |
| ----------------- | ------------------ |
| Royaume-Uni       | 88                 |

## Reprises
Il existe une quarantaine de versions, dont :

### Reprises classées
1956 : 
- Patience and Prudence (en) enregistre la version la plus populaire aux États-Unis[27] en atteignant la 11e position du Billboard Hot 100 ainsi qu'une 22e au UK Singles Chart[28]

1964 : 
- Tracey Dey (en) devient 51e au Billboard Hot 100 et 17e au Adult Contemporary[29]
- Skeeter Davis est 48e au Billboard Hot 100, 15e au Adult Contemporary, et 8e au Billboard Country[30]

1967 :
- Trini Lopez obtient la 93e au Billboard Hot 100, la 6e au Adult Contemporary et la 41e au UK Singles Chart[31]

1980 :
- The Cates atteignent la 72e au Billboard Country[32]

1995 : 
- Mr President, dans un style Eurodance, obtient une 31e position en Allemagne et une 13e en Finlande[33]

### Autres reprises
- 1956 : The Bell Sisters (en) qui utilisent le titre alternatif Boom Boom, My Honey, dans une version calypso aux accents jamaïcain.
- 1967 : Dan Hill enregistre un medley instrumental (The More I See You, Gonna Get Along Without You Now, Paint Me a Picture) pour son album Music to Watch Girls By.
- 1967 : The Melodians, sous le titre I Will Get Along (Without You Now) dans une version rocksteady. Les paroles sont adaptées par Tony Brevett, membre du groupe[34]
  - Le groupe UB40 s'en inspire en 2010 pour sa version, également présente sur leur album Labour of Love IV.
- 1968 : Chet Atkins dans une version instrumentale sur Solo Flights
- 1976 : Penny Marshall et Cindy Williams, enregistrent une version sur leur album Laverne & Shirley Sing[35]
- 1989 : Bad Manners, dans une version ska
- 1991 : The Lemonheads
- 1992 : Maureen McGovern sur son album Baby I'm Yours
- 2006 : Tina Charles enregistre une version qui n'apparaitra qu'en 2015 sur sa compilation The Original British Pop Princess[36]
- 2007 : Soraya Arnelas en Anglais et en Espagnol, dans un style dance
- 2010 : She & Him, groupe de Zooey Deschanel, sur leur album Volume Two

### Adaptations en langue étrangère
Informations issues de SecondHandSongs, sauf mentions contraires.
| Année | Langue    | Titre                             | Adaptation                     | Interprète(s)                                                                                |
| ----- | --------- | --------------------------------- | ------------------------------ | -------------------------------------------------------------------------------------------- |
| 1957  | Allemand  | Kinder, wird das eine schöne Zeit | Charly Niessen                 | Die Sunnies, Renate und Werner Leismann (1971, sous le titre Alles geht im Leben mal vorbei) |
| 1965  | Suédois   | Det är mycket man skall lära sig  | Stig Anderson                  | Majbritt Persson, Eva Carlsén                                                                |
| 1965  | Français  | Je ne t'attendais plus            | Christine Fontane              | Annie Fratellini                                                                             |
| 1967  | Espagnol  | Campanitas                        |                                | Las Chic's                                                                                   |
| 1967  | Norvégien | Jeg kan klare meg uten deg        | Carl Christian Bøyesen         | Rigmor Og Kari-Ann                                                                           |
| 1968  | Portugais | Se Eu Vivia Bem Sem Ter Amor      |                                | Trio Ternura                                                                                 |
| 1970  | Français  | Boum, boum                        | Claude François, Colette Rivat | Claude François                                                                              |
| 1981  | Hongrois  | Mindig van valami baj veled       |                                | Kovács Kati et Király Tamás                                                                  |
|       | Catalan   | Tot m'anirà bé sense tu           |                                | Cristina del Valle                                                                           |